# Хонхіно
Хонхіно (рос. Хонхино) — улус Курумканського району, Бурятії Росії. Входить до складу Сільського поселення Барагхан.
Населення — 135 осіб (2015 рік).